# Hubert Zapiór
Hubert Zapiór (ur. 31 marca 1993 w Brzesku) – polski śpiewak operowy (baryton) i aktor.
W sezonie 2022/23 dołączył do ansamblu Komische Oper Berlin. W latach 2019–2022 był związany ze Staatsoper Hannover. Występował na deskach Norweskiej Opery Narodowej w Oslo, Bayerische Staatsoper w Monachium, Albany Symphony, Teatrze Wielkim – Operze Narodowej w Warszawie, Operze Wrocławskiej, Warszawskiej Operze Kameralnej, Operze Krakowskiej, Operze Bałtyckiej w Gdańsku, Filharmonii Narodowej w Warszawie, Filharmonii Krakowskiej, Filharmonii Świętokrzyskiej w Kielcach, FIlharmonii Podkarpackiej w Rzeszowie, Filharmonii Zielonogórskiej i innych.

## Wykształcenie
Absolwent The Juilliard School w Nowym Jorku w klasie profesor Edith Wiens (Artist Diploma in Opera Studies) – 2019. Ukończył również Uniwersytet Muzyczny Fryderyka Chopina w Warszawie na Wydziale Wokalno-Aktorskim – 2016 oraz Akademię Teatralną im. Aleksandra Zelwerowicza w Warszawie na Wydziale Aktorskim – 2017. Był także uczestnikiem Akademii Operowej – Programu Kształcenia Młodych Talentów w Teatrze Wielkim – Operze Narodowej w Warszawie, gdzie swoje umiejętności wokalne rozwijał pod okiem takich specjalistów jak: prof. Izabella Kłosińska, Eytan Pessen, Matthias Rexroth czy Neil Shicoff. Współpracował również z takimi pianistami korepetytorami jak: Katelan Terrel, Dominika Peszko oraz Michał Biel.

## Repertuar Operowy[4]
- Don Giovanni w operze Don Giovanni W.A. Mozarta
- Hrabia Almaviva w operze Wesele Figara W.A. Mozarta
- Figaro w operze Cyrulik Sewilski G. Rossiniego
- Guglielmo w operze Così fan tutte W. A. Mozarta
- Papageno w operze Czarodziejski flet W.A. Mozarta
- Zurga w operze Poławiacze pereł G. Bizeta
- Ottokar w operze Der Freischütz C. M. von Webera
- Bill w operze Rozkwit i upadek miasta Mahagonny Kurta Weila
- Maximilian w operze Kandyd(inne języki) L. Bernsteina
- Prosdocimo w operze Turek we Włoszech G. Rossiniego
- Herr Fluth w operze Wesołe kumoszki z Windsoru O. Nicolaia
- Marullo w operze Rigoletto G. Verdiego
- Marquis d'Obigny w operze La Traviata G. Verdiego
- Neptun w operze Hippolyte et Aricie Jeana-Philippe’a Rameau
- Stach w operze Krakowiacy i Górale J. Stefaniego
- Un servo della casa w operze Luci mie traditrici S. Sciarrino
- Lesbo w operze Agrippina Georga Friedricha Händla
- Notariusz i Doktor w operze Gianni Schicchi G. Pucciniego

## Nagrody
Jest laureatem wielu ogólnopolskich i międzynarodowych konkursów wokalnych, m.in.:
- II nagroda w 47th Annual National Vocal Competition for Young Opera Singers, New York – Los Angeles, USA, 2019[6]
- II nagroda i trzy nagrody specjalne w The Kościuszko Foundation Marcella Sembrich International Voice Competition, Nowy Jork, USA (2018)[7]
- I Nagroda w The Gerda Lissner Foundation Lieder/Song Vocal Competition, Nowy Jork, USA (2018)[8]
- I Nagroda w The Giulio Gari Foundation International Vocal Competition, Nowy Jork, USA (2018)[9]
- I Nagroda w The Career Bridges 2018, Nowy Jork, USA (2018)[10]
- I Nagroda w The Gerda Lissner Foundation International Vocal Competition, Nowy Jork, USA (2018)[11]
- III nagroda i nagroda specjalna Jette Parker Young Artists Programme Royal Opera House w Londynie na 8. Międzynarodowego Konkursu Wokalnego Leyli Gencer w Stambule, Turcja (2015)[12]
- II nagroda na VII Międzynarodowym Konkursie Wokalnym im. Haliny Halskiej-Fijałkowskiej we Wrocławiu (2015)
- II nagroda i nagrody specjalnej dla „Najlepiej zapowiadającego się talentu wokalnego” na III Międzynarodowym Konkursie Wokalnym im. Giulio Perottiego w Ueckermünde, Niemcy (2013)[13]
- I nagroda na VII Międzynarodowym Konkursie Sztuki Wokalnej „Złote Głosy” w Warszawie (2013)
- I nagroda  na XII Ogólnopolskim Konkursie Wokalnym im. Franciszki Platówny we Wrocławiu (2012)

Był również stypendystą Ministra Kultury i Dziedzictwa Narodowego za wybitne osiągnięcia artystyczne.

## Agencja
Hubert Zapiór jest reprezentowany przez międzynarodową agencję TACT.

## Dubbing
Hubert Zapiór pojawił się w obsadzie polskiego dubbingu filmu "Piękna i Bestia" Disneya, wykonując piosenki tytułowej Bestii.